# Microrégion Campanha méridionale
Cet article possède un paronyme, voir Campanha.
La microrégion Campanha méridionale est une des microrégions du Rio Grande do Sul appartenant à la mésorégion du Sud-Ouest du Rio Grande do Sul. Elle est formée par l'association de quatre municipalités. Elle recouvre une aire de 14 259,907 km2 pour une population de 179 093 habitants (IBGE - 2005). Sa densité est de 12,6 hab./km2. Son IDH est de 0,777 (PNUD/2000). Elle est limitrophe de l'Uruguay, par ses départements de Rivera et Cerro Largo.

## Municipalités[1]
- Aceguá
- Bagé
- Dom Pedrito
- Hulha Negra
- Lavras do Sul

## Microrégions limitrophes
- Campanha centrale
- Jaguarão
- Santa Maria
- Serras du Sud-Est